# Текија (Крушевац)
Текија је насељено место града Крушевца у Расинском округу. Налази на 8 km од центра града Крушевца. Спада у веома стара насељена места у Расинском округу. Само име Текија има турско порекло и има значење капија. Према попису из 2022. било је 773 становника (према попису из 1991. било је 1010 становника).

## Демографија
У насељу Текија живи 745 пунолетних становника, а просечна старост становништва износи 42,6 година (40,6 код мушкараца и 44,9 код жена). У насељу има 256 домаћинстава, а просечан број чланова по домаћинству је 3,47.
Ово насеље је великим делом насељено Србима (према попису из 2002. године).
|  |

| Демографија | Демографија | Демографија |
| Година      | Становника  | Становника  |
| ----------- | ----------- | ----------- |
| 1948.       | 972         |             |
| 1953.       | 1.034       |             |
| 1961.       | 1.001       |             |
| 1971.       | 964         |             |
| 1981.       | 965         |             |
| 1991.       | 1.010       | 1.000       |
| 2002.       | 889         | 931         |

| Етнички састав према попису из 2002.‍ | Етнички састав према попису из 2002.‍ | Етнички састав према попису из 2002.‍ | Етнички састав према попису из 2002.‍ | Етнички састав према попису из 2002.‍ |
| ------------------------------------ | ------------------------------------ | ------------------------------------ | ------------------------------------ | ------------------------------------ |
|                                      |                                      |                                      |                                      |                                      |
| Срби                                 | Срби                                 |                                      | 871                                  | 97,97%                               |
| Роми                                 | Роми                                 |                                      | 12                                   | 1,34%                                |
| Црногорци                            | Црногорци                            |                                      | 4                                    | 0,44%                                |
| Југословени                          | Југословени                          |                                      | 1                                    | 0,11%                                |
| непознато                            | непознато                            |                                      | 1                                    | 0,11%                                |

| Година пописа     | 1948. | 1953. | 1961. | 1971. | 1981. | 1991. | 2002. |
| ----------------- | ----- | ----- | ----- | ----- | ----- | ----- | ----- |
| Број домаћинстава | 203   | 209   | 213   | 222   | 232   | 270   | 256   |

| Број чланова      | 1  | 2  | 3  | 4  | 5  | 6  | 7  | 8 | 9 | 10 и више | Просек |
| ----------------- | -- | -- | -- | -- | -- | -- | -- | - | - | --------- | ------ |
| Број домаћинстава | 33 | 58 | 49 | 47 | 31 | 21 | 12 | 5 | 0 | 0         | 3,47   |

| Пол    | Укупно | Неожењен/Неудата | Ожењен/Удата | Удовац/Удовица | Разведен/Разведена | Непознато |
| ------ | ------ | ---------------- | ------------ | -------------- | ------------------ | --------- |
| Мушки  | 399    | 120              | 250          | 21             | 8                  | 0         |
| Женски | 376    | 46               | 254          | 62             | 14                 | 0         |
| УКУПНО | 775    | 166              | 504          | 83             | 22                 | 0         |

| Пол    | Укупно                    | Пољопривреда, лов и шумарство | Рибарство                            | Вађење руде и камена | Прерађивачка индустрија       |
| ------ | ------------------------- | ----------------------------- | ------------------------------------ | -------------------- | ----------------------------- |
| Мушки  | 189                       | 12                            | 0                                    | 0                    | 127                           |
| Женски | 80                        | 12                            | 0                                    | 0                    | 36                            |
| УКУПНО | 269                       | 24                            | 0                                    | 0                    | 163                           |
| Пол    | Производња и снабдевање   | Грађевинарство                | Трговина                             | Хотели и ресторани   | Саобраћај, складиштење и везе |
| Мушки  | 3                         | 5                             | 15                                   | 3                    | 7                             |
| Женски | 0                         | 3                             | 9                                    | 0                    | 0                             |
| УКУПНО | 3                         | 8                             | 24                                   | 3                    | 7                             |
| Пол    | Финансијско посредовање   | Некретнине                    | Државна управа и одбрана             | Образовање           | Здравствени и социјални рад   |
| Мушки  | 1                         | 2                             | 3                                    | 4                    | 1                             |
| Женски | 0                         | 1                             | 3                                    | 4                    | 8                             |
| УКУПНО | 1                         | 3                             | 6                                    | 8                    | 9                             |
| Пол    | Остале услужне активности | Приватна домаћинства          | Екстериторијалне организације и тела | Непознато            | Непознато                     |
| Мушки  | 3                         | 0                             | 0                                    | 3                    | 3                             |
| Женски | 3                         | 0                             | 0                                    | 1                    | 1                             |
| УКУПНО | 6                         | 0                             | 0                                    | 4                    | 4                             |